# 広島文理科大学 (旧制)
| 広島文理科大学 （広島文理大） | 広島文理科大学 （広島文理大） |
| ----------------------------- | ----------------------------- |
| 創立                          | 1929年                        |
| 所在地                        | 広島市                        |
| 初代校長                      | 吉田賢龍                      |
| 廃止                          | 1962年                        |
| 後身校                        | 広島大学                      |
| 同窓会                        | 尚志会                        |

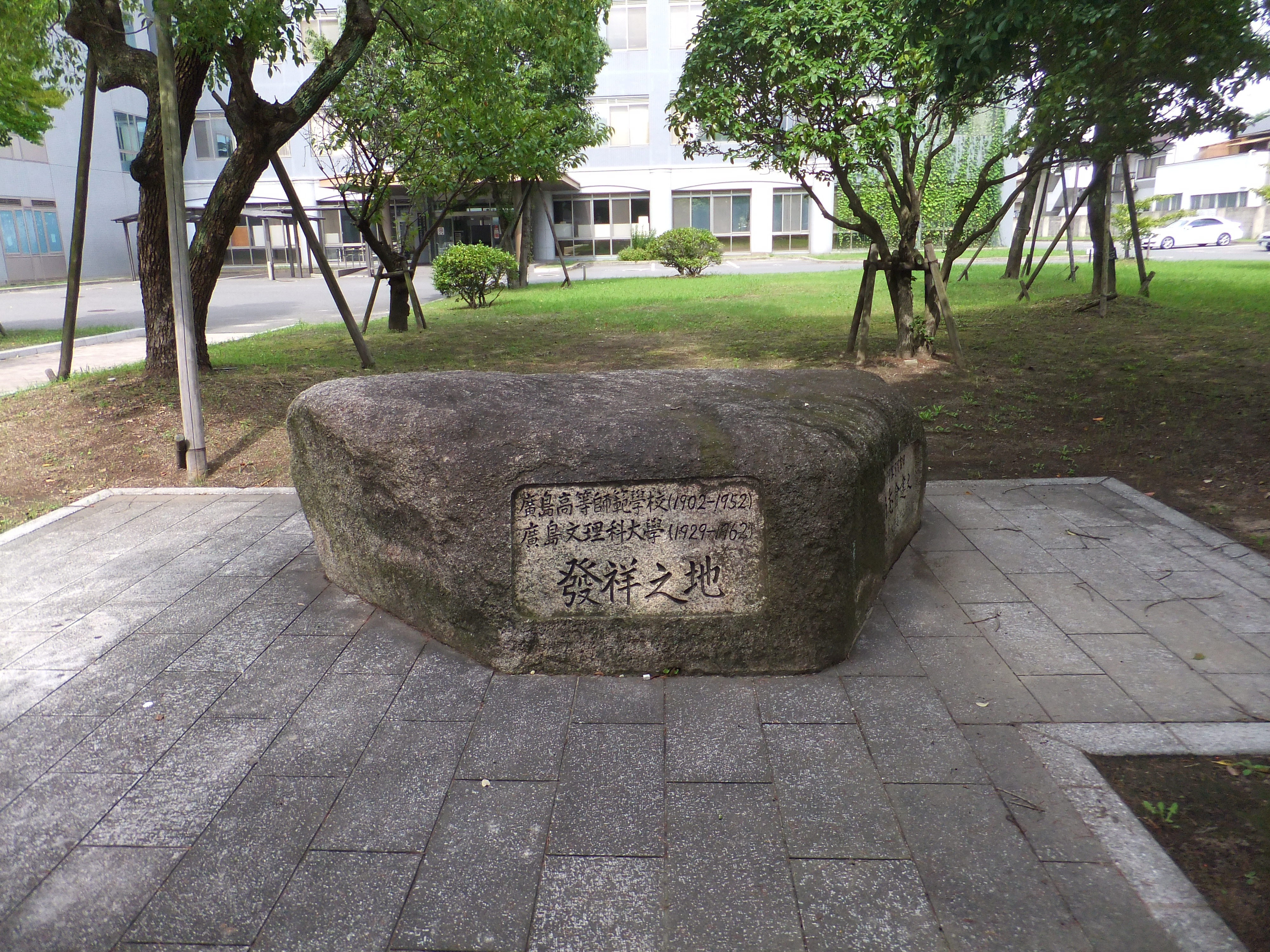
かつての校地である広島大学東千田キャンパス内に立つ「廣島高等師範學校・廣島文理科大學發祥之地」碑

旧制広島文理科大学（きゅうせいひろしまぶんりかだいがく）は、1929年（昭和4年）4月広島県広島市に設立された官立の旧制単科大学。高等師範学校を基盤に、中等学校教員の養成を主要な目的として設立された「旧二文理大」の一つである。

## 概要
- 東京文理科大学と同様、既存の高等師範学校（広島高師）の専攻科を改組する形で広島県広島市千田町（現在の広島市中区東千田町）設立され、官・公・私立を含め広島県下では最初の大学となった。以後、広島高師は文理科大学の附置校となり、歴代学長が高師校長を兼任した。
- 修業年限は3年。9学科（教育学・哲学・史学・文学・数学・物理学・化学・生物学・地学） [注釈 1]17専攻が設置された。高師に接続する師範大学的な性格をもち、卒業生の大半は全国の師範学校・中学校の教員となった。
- 開校時から女子学生の正規入学を認めていた。
- 長崎医科大学と並び、原爆に被災した2大学のうちの一つである。
- 現在の広島大学文学部・教育学部・理学部の構成母体である。
- 卒業生により同窓会として「尚志会」が結成されている（旧制学校時代から続く広島大学の文学部・教育学部・理学部の同窓会である）。

## 沿革
- 1915年（大正4年）11月 - 広島県に中国帝国大学を設置する発議書が広島県会で可決。
- 1916年（大正5年）2月 - 第37回帝国議会で中国帝国大学設置の請願がなされ、衆議院では採択されたものの文部省を動かすまでには至らなかった。
- 1918年（大正7年）12月6日 - 大学令公布により官立単科大学設立への道が開かれる。
- 1919年（大正8年） - 広島高等師範学校の大学昇格運動開始。
- 1923年（大正12年）3月24日 - 第46回帝国議会で広島文理科大学設置案を含む予算案が可決（同年9月の関東大震災により五官立大学の昇格事業は2年延期）[2]。
- 1927年（昭和2年）7月 - 新設官立大学創立委員会設置。
- 1929年（昭和4年）
  - 4月1日 - 勅令第37号により広島文理科大学を設立。
  - 4月22日 - 第1回入学式を挙行。
- 1931年（昭和6年）
  - 8月6日 - 文理科大学（以下 文理大）・高等師範学校（以下 高師）廃止を含む文部省の学制改革案が大阪毎日新聞に発表。以後学内外で廃止反対運動が展開され廃校回避。
  - 10月17日 - 開学式を挙行。
- 1932年（昭和7年）3月7日 - 第1回卒業式を挙行（以後1940年（昭和15年）まで毎年3月に挙行）
- 1933年（昭和8年）6月2日 - 附属臨海実験所を広島県御調郡向島西村（現・尾道市）に設置[注釈 2]。
- 1934年（昭和9年）
  - 1月1日 - 附属教育博物館を開設。構内の永懐閣（高師附属教育博物館）を転用した。
  - 6月8日 - 新学長に武部欽一が任命。これに伴い、文部省と文理大の対立が激化。武部学長は数日間で退任に追い込まれた。
- 1935年（昭和10年）7月1日 - 高師と共通の「満蒙研究会」が発足。
- 1936年（昭和11年）9月15日 -「日本文化」講義を開講。
- 1937年（昭和12年）4月 - 国体論の学科目を開設（翌1938年（昭和13年）2月1日には全学必修共通科目化）。
- 1938年（昭和13年）
  - 4月1日 - 倫理学専攻を倫理学及国体学専攻に改称。
  - 7月25日 - 臨海教育場を豊田郡大乗村（現・竹原市）に設置。
- 1939年（昭和14年）
  - 4月1日 - 文学専攻に支那語学を設置。
  - 6月19日 - 興亜学生勤労報国隊、派遣学生生徒を決定（以後1941年（昭和16年）まで実施）。
  - 12月7日 - 東洋史学研究室に大陸研究室を附置。
- 1940年（昭和15年）2月12日 - 広島臨時教員養成所を設置（4月1日開設）。
- 1941年（昭和16年）12月27日 - 第11回卒業式を挙行。修業年限3ヵ月短縮による。
- 1942年（昭和17年）9月23日 - 第12回卒業式挙行。修業年限6ヵ月短縮による（以後1947年（昭和22年）まで9月に挙行）。
- 1943年（昭和18年）10月 - 地学科地質鉱物学専攻を設置。
- 1944年（昭和19年）8月23日 - 附属理論物理学研究所を設置。
- 1945年（昭和20年）
  - 2月8日 - 文理大の文科系学生に対する入営延期措置が停止。これ以降、兵役義務のある学生は学徒兵として出陣。
  - 4月 - 東南アジアからの南方特別留学生を受け入れ。
  - 6月10日 - 中国地方総監府が文理大本館の一部を接収（これにともない文科系研究室の図書・備品の疎開が実施される）。
  - 8月6日 - 原爆により校舎が焼失したため疎開。
- 1946年（昭和21年）
  - 2月 - 国体学専攻廃止。この頃から学生による学内刷新運動が起こる。
  - 5月 - 文理大教員適格審査委員会を設置（11月中旬には不適格教員3名を発表）。
  - 9月 - 講義・研究を行える程度に復興し、原位置に復帰。
- 1947年（昭和22年）10月24日 - 文部省に「国立広島綜合大学設立試案申請書」を提出（この頃から総合大学への昇格運動が本格化し、広島大学設立に結実）。
- 1948年（昭和23年）3月31日 - 広島臨時教員養成所の全学生が卒業（1949年（昭和24年）5月31日正式廃止）。
- 1949年（昭和24年）5月31日 - 国立学校設置法公布で設置された広島大学に包括され、広島大学広島文理科大学と改称。
- 1953年（昭和28年）3月 - 第23回卒業式挙行。全学生が卒業。文理大研究科は存置されたため、教授会が学位審査機関として残るなど制度上は存続。
- 1962年（昭和37年）3月 - 廃止。

## 教育および研究

### 学部
9学科17専攻が設置された。昭和18年時点の学科構成は以下。
- 教育学科
  - 教育学専攻
  - 心理学専攻
- 哲学科
  - 哲学哲学史
  - 倫理学及国体学専攻
    - 甲 倫理学専攻
    - 乙 国体学専攻
- 史学科
  - 国史学専攻
  - 東洋史学専攻
  - 西洋史学専攻
- 文学科
  - 国語学国文学専攻
  - 漢文学
  - 英語学英文学
- 数学科
  - 数学専攻
- 物理学科
  - 物理学専攻
- 化学科
  - 化学専攻
- 生物学科
  - 動物学専攻
  - 植物学専攻
- 地学科 - 当分之ヲ欠ク[注釈 1]
  - 地理学専攻
  - 地質鉱物学専攻

### 研究科
- 在学期間は2年ないし4年。
- 大学院は設置されなかった。

## 歴代学長
歴代学長（第6代学長を除く）は附置校となった広島高等師範学校の校長を兼任。
- 初代：吉田賢龍（1929年4月1日 - 1934年6月8日）
広島高等師範学校長から昇任。依願免官により退任。
- 第2代：武部欽一（1934年6月8日 - 6月）
文部省普通学務局長より転じ教授と兼任するも学校内外の動向に鑑み数日間で退任。
校長事務取扱：首席教授・乾環（1934年6月12日 - 8月22日）。
- 第3代：塚原政次（1934年8月22日 - 1945年6月13日）
東京高等学校長より転じ教授と兼任。依願免官により退任。
- 第4代：近藤寿治（1945年6月13日 - 1945年12月5日）
文部省教学局長兼教学錬成所長より転じ教授と兼任。依願免官により退任。
学長事務取扱：首席教授・鈴木敏也ついで古賀行義（1945年12月5日 - 12月26日）。
- 第5代：長田新（1945年12月26日 - 1949年5月31日）
文理科大学教授より昇任し教授と兼任。
学長事務取扱：女子高等師範学校長・桜井役（1949年5月31日 - 1950年4月19日）
- 第6代：森戸辰男（1950年4月19日 - ）
元文部大臣。広島大学学長（初代）と兼任。

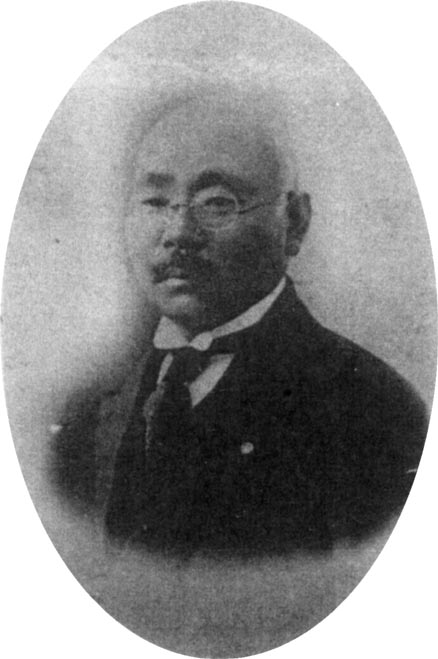
初代学長・吉田賢龍
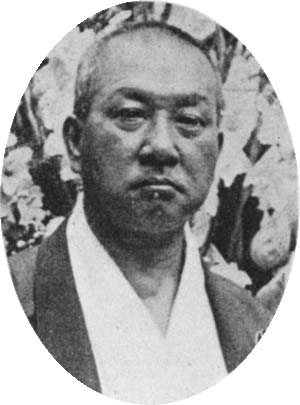
第2代学長・武部欽一 / 学内紛争により短期間で退任
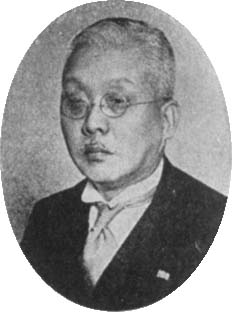
第3代学長・塚原政次
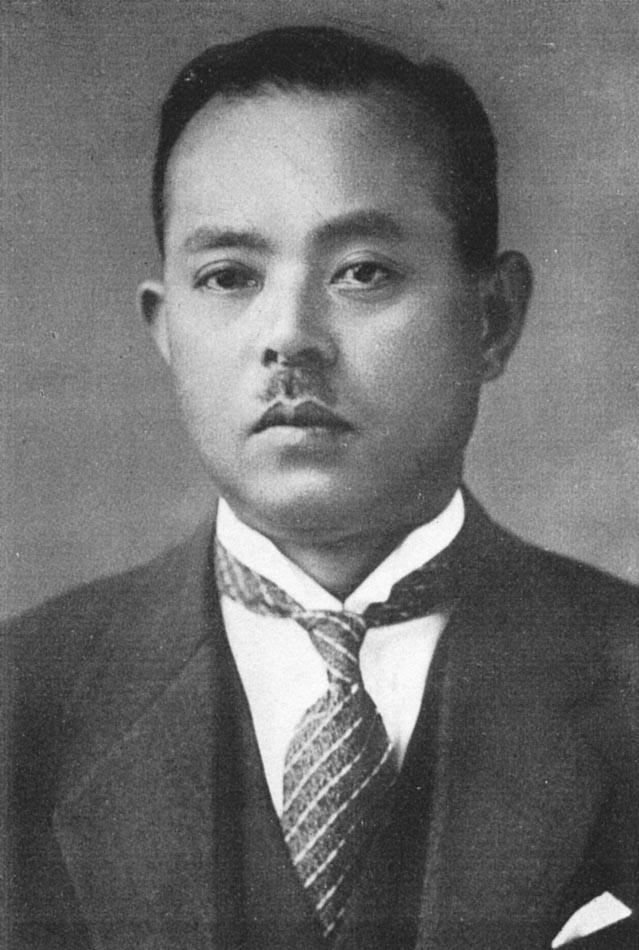
第5代学長・長田新 / 被爆後の再建を担った

## 著名な卒業者・教員

### 卒業者
- 佐藤井岐雄：生物学。サンショウウオ研究の世界的権威。卒業後に文理大助教授→教授。被爆死。
- 川村智治郎：生物学。
- 吉倉真：生物学。
- 小倉豊文：国文学。被爆体験記『絶後の記録』を著す。卒業後に助教授となりのち広島大教授。
- 柳生亮三：原生動物学者。卒業後に助手となりのち広島大助教授→教授。
- 後藤陽一：日本史学。卒業後、中学教員・広島県立広島女子専門学校教授を経て文理大助教授→広島大教授。
- 久保亘：卒業後、高校教師、県議会議員を経て参議院議員。副総理、大蔵大臣を歴任。
- 茶園義男：歴史家、昭和史研究家。
- 高原博：教育者、哲学者、歌人

### 教員
- 阿部余四男：生物学。東京帝大卒。細胞学・脊椎動物学を担当。佐藤井岐雄を指導。クモ学者鈴木正将の岳父。
- 平岩馨邦：生物学。東京帝大卒。
- 魚澄惣五郎：日本史。東京帝大卒。のち広島大教授。
- 長田新：教育学。京都帝大卒。ペスタロッチ研究。のち広島大教授。
- 杉本直治郎：東南アジア史。京都帝大卒。のち広島大教授。旧蔵書は広島大附属図書館「杉本文庫」として公開。
- 土井忠生：国語学。京都帝大卒。キリシタン文献の研究。のち広島大教授。
- 西晋一郎：倫理学。東京帝大卒。歴史学者西順蔵の父。
- 藤原武夫：物性物理学。東京帝大卒。金属結晶物理学を研究し微晶研究施設長を務める。1948年第38回学士院賞を受賞。
- 三村剛昂：理論物理学。東京帝大卒。文理大理論物理学研究所（後出）の初代所長。
- 森滝市郎：倫理学。京都帝大卒。被団協理事長・原水禁代表委員として原水禁運動・被爆者援護運動に貢献。のち広島大教授。
- 山本幹夫：哲学。東京帝大卒。戦後出家し「空外」を称す。愛媛大学教授を経て広島大教授。

### その他
- 長岡省吾；鉱物学の嘱託教員。原爆被爆直後から資料の収集に尽力し、初代広島平和記念資料館館長に就任。

## 校地の変遷と継承

### 東千田町での開学
広島高師の大学昇格という形で設立されたため、校地は同校の所在地（現在の広島市中区東千田町）に置かれ、1931年（昭和6年）6月には大学本館（現在の広島大学旧理学部1号館）が新築された（東千田町校舎）。

### 原爆被災と疎開・原校地復帰
1945年（昭和20年）8月の原爆被災により校舎のほとんどが焼失した文理大は各地に分散して疎開、1946年（昭和21年）1月には佐伯郡江田島町津久茂国民学校・旧徴用工寮で第3学年および文科系第1・2学年の、2月には賀茂郡乃美尾村の旧海軍衛生学校で理科系第1・2学年の授業がそれぞれ再開された。4月頃には校舎・施設に大きな被害を受けた文理大に対し山口県などから移転・誘致の申し出があったが、原校地への復帰という大学当局の意向は動かず、4月15日には理科系学生が、9月には文科系学生が補修された東千田町校舎にそれぞれ復帰した（ただし化学科は倉敷市の倉敷農業研究所、地学科については佐伯郡の玖波国民学校で当分授業を行った）。

### 新制広島大学への継承と現状
文理大の東千田町校地は新制広島大学の本部キャンパスとして継承され、大学正門から旧文理大本館（理学部1号館として継承）の正面までキャンパスの中央通り（初代学長森戸辰男にちなみ「森戸道路」と命名）が建設された。しかし1980年代以降、広大キャンパスの東広島移転が進行したため、旧・本部キャンパスのうちかつての文理大校地が占めていた部分は、旧文理大本館および正門門柱（旧文理大正門門柱）のみを残して施設が解体・撤去され、1997年以降「東千田公園」として整備されている（旧・本部キャンパス全体の現状については、広島大学東千田キャンパスも参照）。なお通信教育関係など一部施設のみを残している東千田町キャンパスに入ってすぐの場所に「廣島高等師範學校・廣島文理科大學校發祥之地」碑（1979年8月）が建立されている。

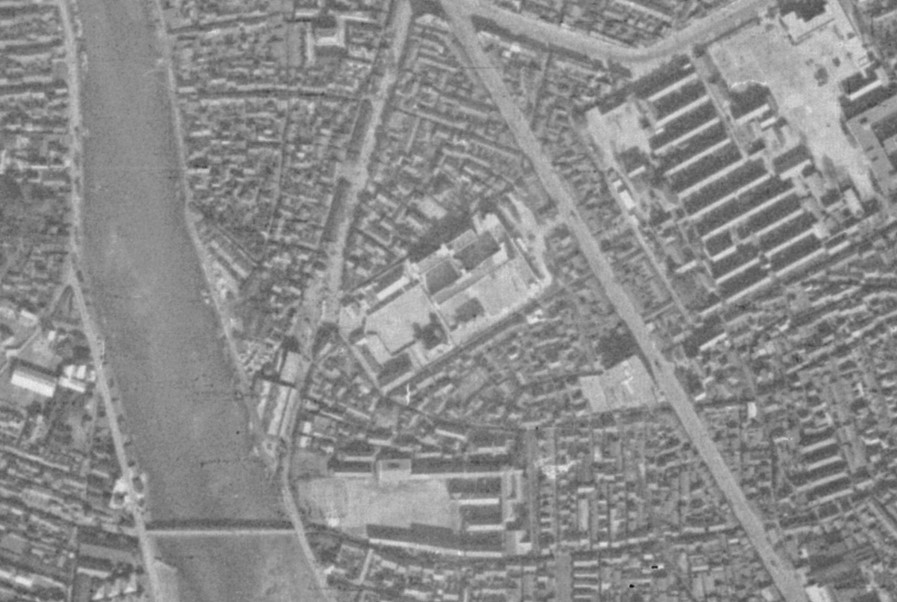
1939年の東千田町校地近辺の航空写真。文理大本館は左上隅に見切れている。隣接の広島高師の校舎が確認できる。
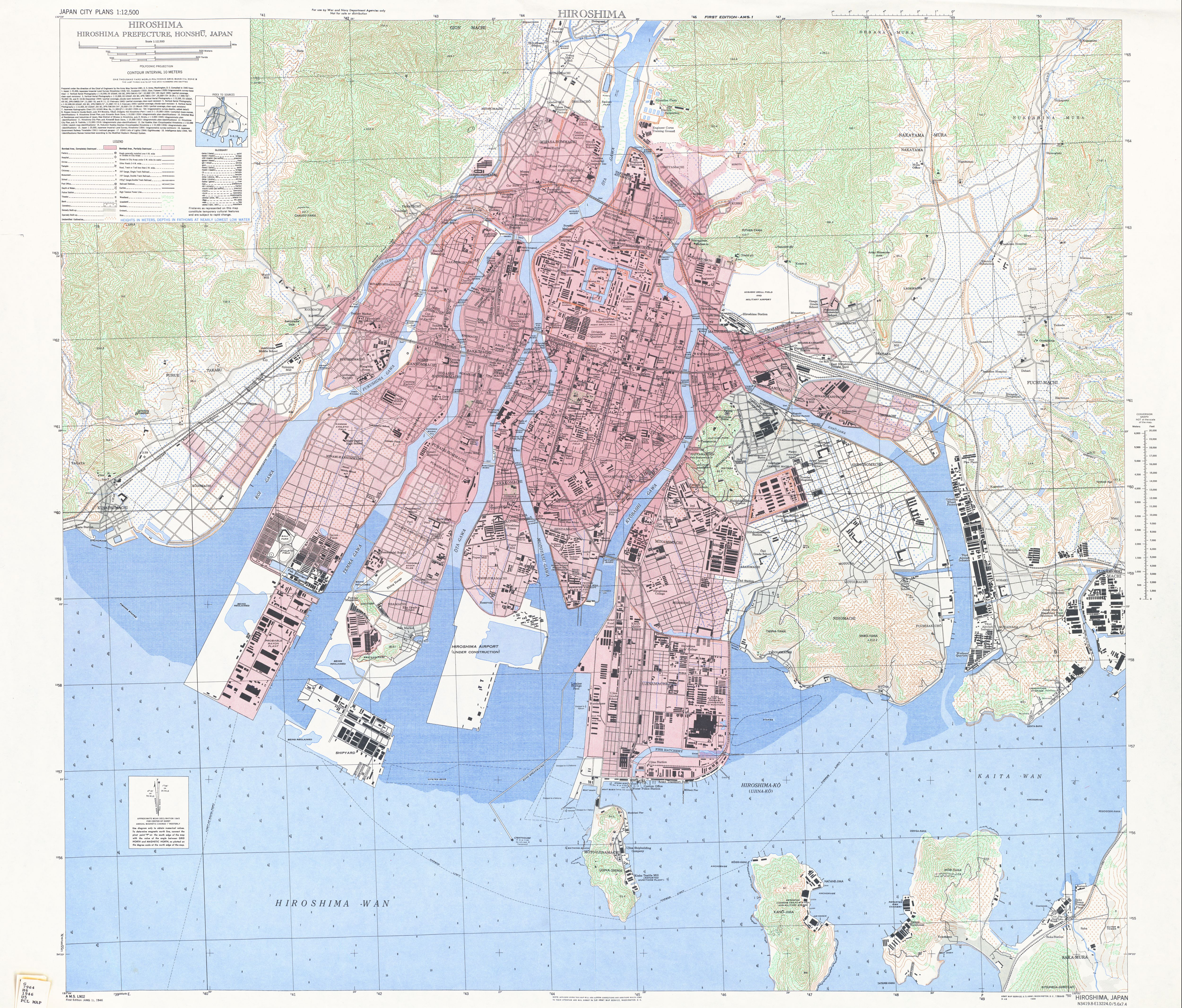
1945年アメリカ軍作成の広島市地図。文理大は"Imperial University Teachers College"と表記されている。
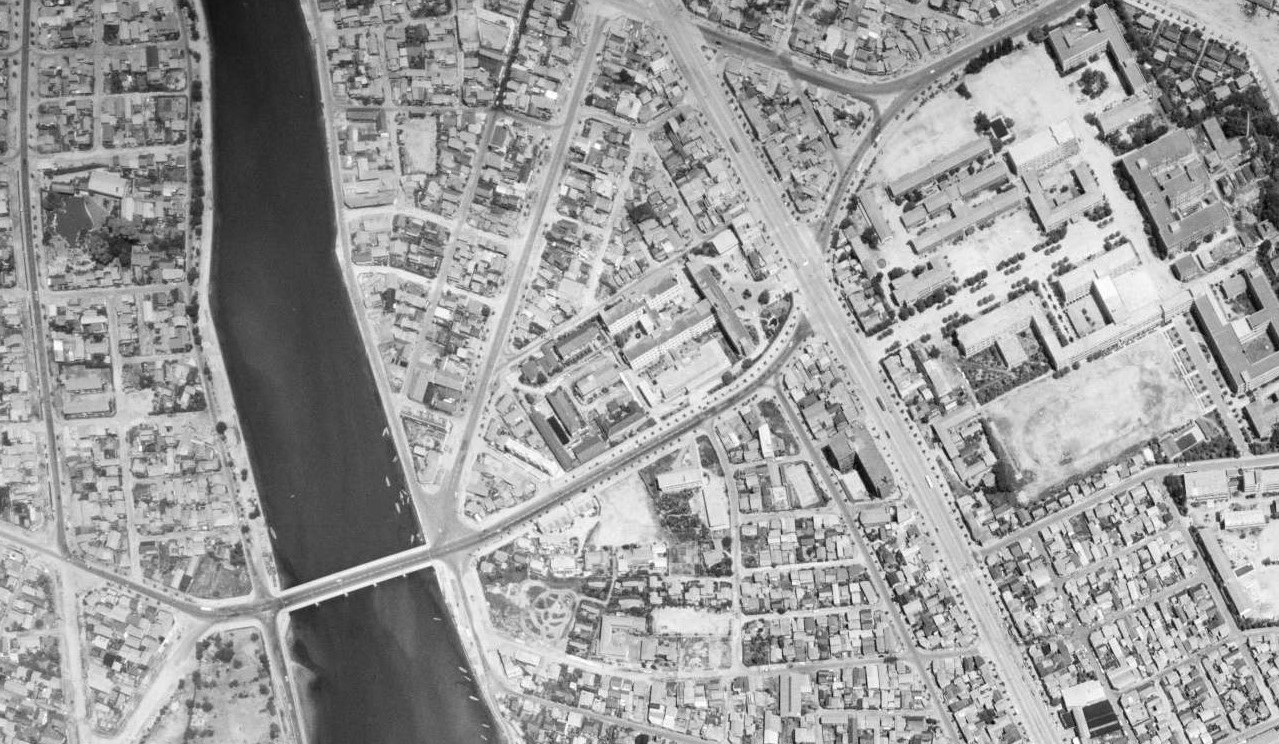
1962年の東千田キャンパス近辺の航空写真。当時の理学部1号館、森戸道路、その左右のフェニックス並木などが確認できる。

### 大学本館

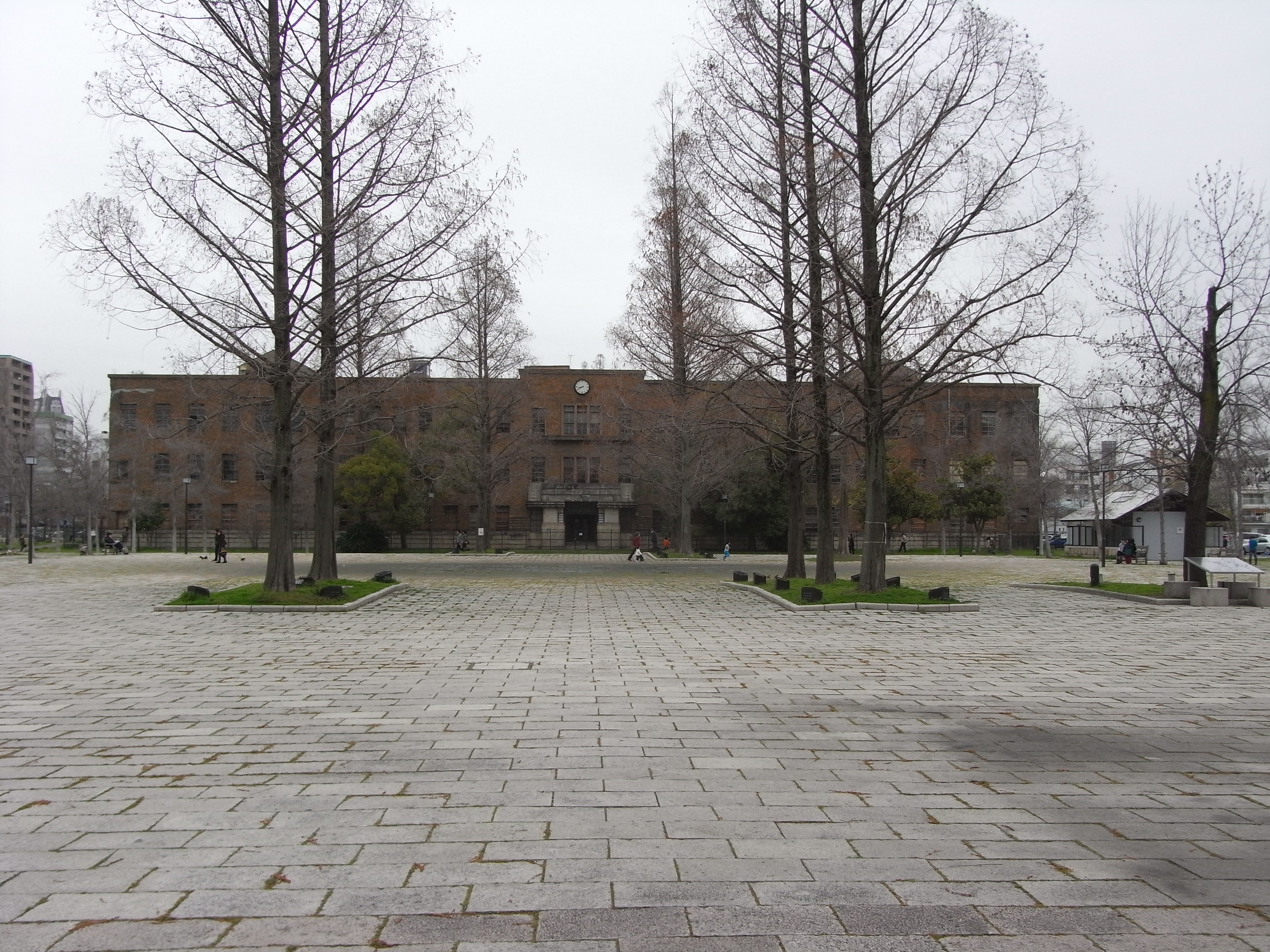
旧文理大本館

大学本館は、文理大発足後の1931年6月に竣工したRC造3階建の建造物で、1933年までに現状（2014年）のヨの字型構造となった。文理大各学科の事務室・研究室が設置されていたが、第二次世界大戦末期には建物全体の1/3が中国地方総監府に接収された。原爆被災により本館は大きく損傷し建物内部もほぼ全焼したが倒壊を免れ、応急修理を経て1946年9月には本館での講義・研究が再開された。戦後の新制移行に際して広島大学に移管されることとなり、文理大を母体として発足した理学部の1号館（本館）校舎として使用された。1991年、理学部が東広島市の新キャンパスにへ移転すると建物は閉鎖され、その後は国立大学財務・経営センターが管理していたが、2010年から広島市に移管され、旧大学本部キャンパスの大半を転用した東千田公園内の遺構建物となった。
戦後、広島大学の旧制前身校に由来する被爆建造物が次々に取り壊されていく（広島大学旧理学部1号館#旧・広大キャンパス内のその他の被爆建造物参照）なか、広島大学附属中学校・高等学校講堂（旧・広島高等学校講堂）とともに、原爆投下時からほぼそのままの姿を残す、広島市内でも貴重な数少ない被爆建造物の一つとなっているが、2014年現在は壁面タイルの欠落など老朽化などの理由で立ち入り禁止となっているため、建物内部も公開されていない。その一方で保存に向けての協議も進行中である。また、被爆時に負傷者が暗闇のなか館内を手探りで脱出したさい、血痕が付着した1階北口の壁面タイルはキャンパス移転に際して取り外され、2つの衝立に仕立てられて移転先の理学部校舎において展示されている。

### 教育博物館「永懐閣」

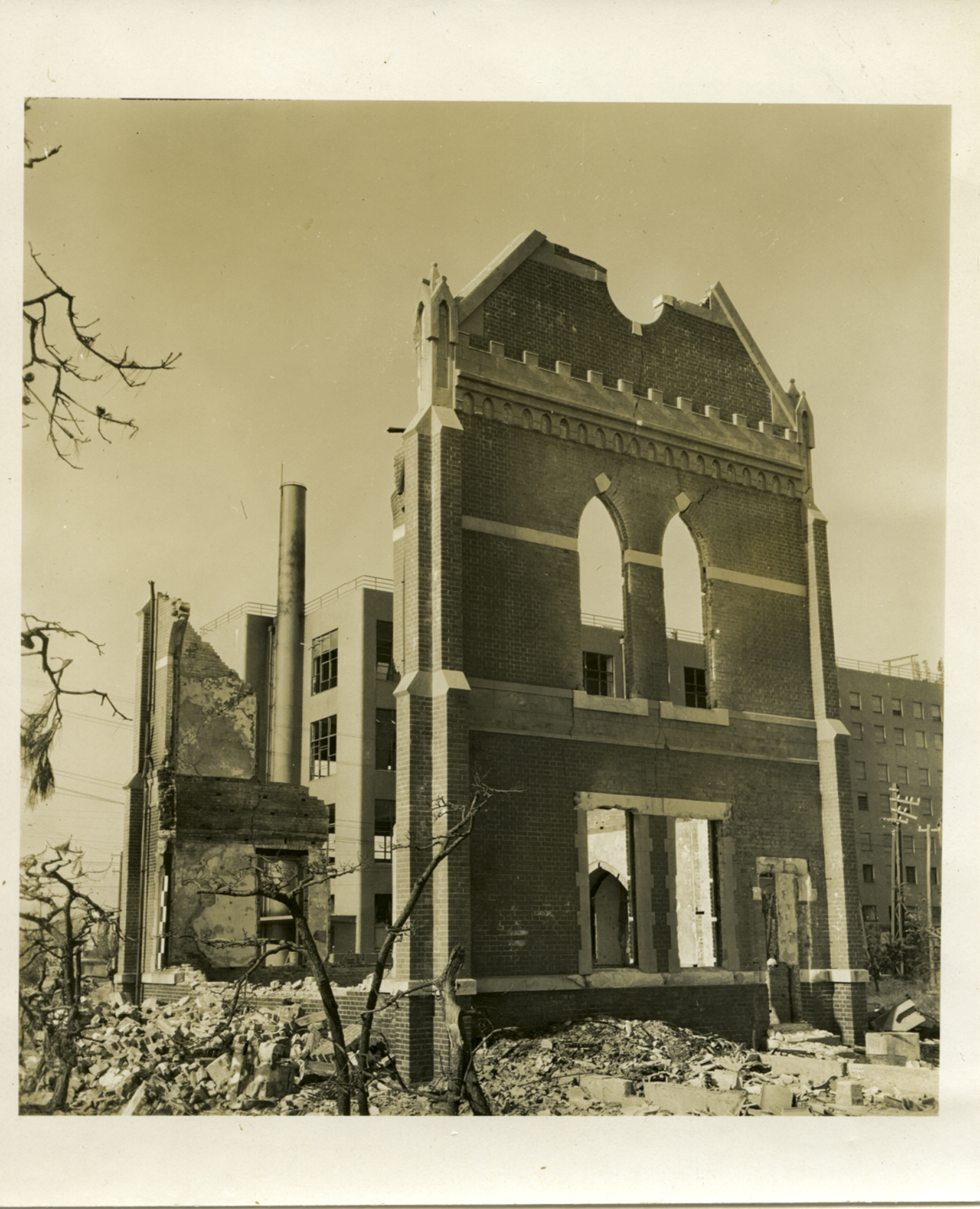
原爆被災後の永懐閣（1945年11月） / 米軍撮影

永懐閣（えいかいかく）は、1925年10月11日、広島高師の初代校長である北条時敬校長の転任を記念して尚志同窓会によって建造されたのち高師に寄付され教育博物館として使用されたレンガ造・2階建ての建物である。広島では初めての本格的ゴシック風建造物であり、設計・施工は県立広島職工学校（現・広島県立広島工業高等学校）が担当した。高師（文理大）正門（現在の東千田キャンパス正門）に向かって右側の電車通りに面する地点に位置し、当初は展示室・貴賓室のほかペスタロッチ研究室が設置されたが、文理大の発足にともない一時閉鎖されたのち、1934年1月には同校の附属教育博物館に転用された。
その後、永懐閣は博物館としては開店休業状態になっていたが、1944年8月に附属理論物理学研究所が設置されると同研究所の所屋として使用された。原爆被災時には爆心地から1.6㎞の位置にあり、爆風によって東西のレンガ壁と尖塔アーチを残してすべて崩壊した。このため詳細な時期は不明だが、戦後ほどなくして解体・撤去された。跡地は広島大学東千田キャンパスが立地する敷地の一部となっている。

## 原爆による被害

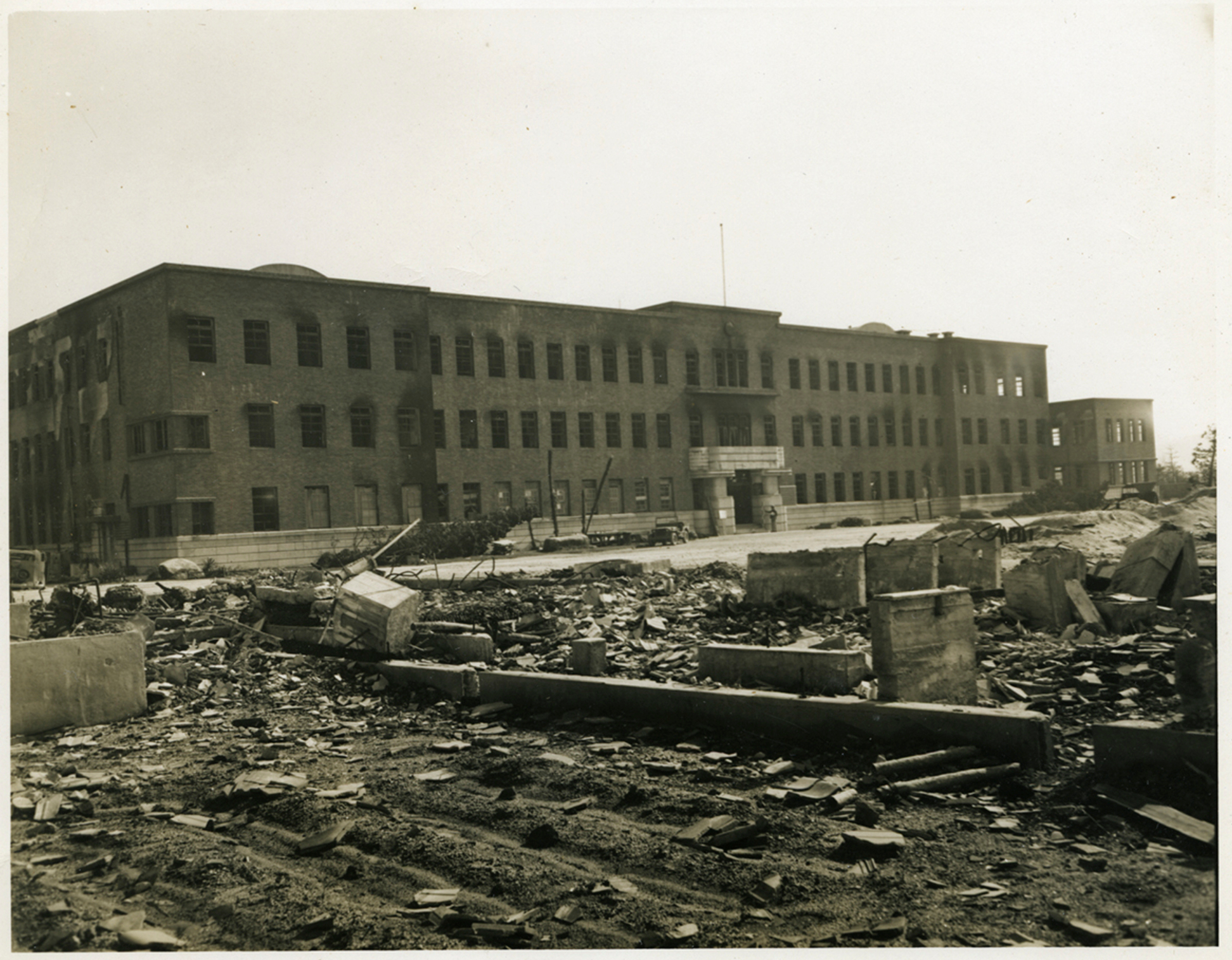
被爆後の文理大本館（1945年11月） / 正面玄関を北西方向より望む。手前は壊滅した広島高師の校舎の残骸。

1945年8月6日の原爆投下による熱線・爆風により、大学本館は内部が1Fの3室を除いて全焼し、外郭のみが残る状態となった。理論物理学研究所として使用されていた高師以来の永懐閣も先述の通りほぼ全壊した。
原爆による死亡者は、即死または数カ月以内に死亡した者だけで教職員が46名、学生が21名（学徒動員されずに残っていた学生や東南アジア諸国からの留学生である南方特別留学生が含まれる）、計67名である（1945年末までに計134人が死亡）。また文理大本館に設置されていた中国地方総監府の職員も多数の犠牲者を出した。
新制広島大学移行後の1972年3月には広島大学原爆死没者慰霊行事委員会が発足して文理大を含む広島大の旧制包括校の原爆犠牲者の慰霊事業が行われることとなり、その主要事業として1974年8月「広島大学原爆死没者追悼之碑」が建立された。この碑は広大本部が東広島キャンパスに移転したのちも東千田キャンパス内（先述の「発祥之地」碑の近く）に残され、大学関係者によって毎年慰霊式典が行われている。

## 校史トピックス

### 理論物理学研究所
文理大では1934年（昭和9年）から三村剛昂（理論物理学研究室）と岩付寅之助（幾何学研究室）による相対性理論と量子論の包括を目指す「波動幾何学」の共同研究が開始され、理論物理学の「広島学派」として全世界からの注目を集めていた。「理論物理学研究所」は、この共同研究を基礎に戦時下の1944年（昭和19年）8月、大学附属の研究所として設置された。この研究所は理論系の物理学研究所としては日本最初のものであり、初代所長には三村が就任、施設には先述の永懐閣があてられた。三村は物理学の権威として広島に駐留する陸軍関係の講演会でしばしば講師を務め、偶然にも広島への原爆投下前日の1945年（昭和20年）8月5日、宇品の陸軍船舶練習部において「科学兵器について」の演題で原子爆弾製造の可能性について言及し「今次大戦には到底間に合わない」と述べている。
しかし設立から1年も経たない翌日の原爆被災により研究所や設備は完全に焼失し、岩付など2名が殉職、三村を含む多くの研究員も重傷を負った。戦後まもなく研究所は御調郡向島の文理大付属臨海実験所に間借りしていたが、三村所長の郷里である賀茂郡竹原町（現・竹原市）から施設の提供を受け、1948年（昭和23年）3月にこの地に移転・開所して再出発を果たした。新制広島大学への移行に伴い、研究所は広島大の附置研究所となり、以後約40年間、竹原の地で活発な研究活動が行われた。しかし1990年（平成2年）、京都大学基礎物理学研究所との統合により竹原の研究所施設は廃止された。現在、跡地には記念碑が建立されており、旧研究所建物が広島大学瀬戸内圏フィールド科学教育センターとして使用されている。

### 総合大学昇格運動
第二次世界大戦後、広島県における国立総合大学設立をめざす動きが起こり、1947年（昭和22年）1月には県政座談会で国立広島総合大学の設立が取り上げられ、県民の熱望が高まった。これを受けて文理大も同年10月「国立広島綜合大学設立試案申請書」を文部省に提出、12月23日には県知事直轄の国立広島総合大学設立推進本部が設置された。翌1948年（昭和23年）1月12日には広島大学設立期成同盟が結成され、文理大は「国立広島総合大学設置申請書」を文部省に正式に提出、以上のような動きが1949年（昭和24年）5月の新制の国立広島大学設立につながった。